# Prisogaster
Prisogaster is een geslacht van weekdieren uit de klasse van de Gastropoda (slakken).

## Soorten
- Prisogaster elevatus (Souleyet, 1852)
- Prisogaster niger (W. Wood, 1828)